# ۵۴۲ (میلادی)
۵۴۲ (میلادی) پانصد و چهل و دومین سال تقویم میلادی است.

## رویدادها
۲۳ سپتامبر: در زمان پادشاهی خسرو انوشیروان، ارتش ایران شهر بندری سوخومی در آبخاز را از رومیان پس گرفت. رومی‌ها که نام این شهر را به سباستوپولیس تغییر داده بودند پیش از عقب‌نشینی از شهر، بسیاری از ساختمان‌ها و ازجمله ارگ شهر را ویران ساخته بودند.